# باري ماكاي
باري ماكاي (بالإنجليزية: Barry MacKay)‏ مواليد 31 أغسطس 1935 في سينسيناتي - الوفاة 15 يونيو 2012 في سان فرانسيسكو، كان لاعب كرة مضرب أمريكي بدأ مسيرته كمحترف سنة 1961 وكان يلعب باليد اليمنى، اعتزل اللعب في 1974. أعلى تصنيف له في الفردي كان المركز الـ 4 في سنة 1959.

## السنوات المبكرة
ولد ماكاي في سينسيناتي، ونشأ في دايتون بأوهايو. وكان بطل مدرسة ولاية أوهايو العليا للتنس في عام 1952.

## روابط خارجية
- باري ماكاي على موقع IMDb (الإنجليزية)

- باري ماكاي على موقع رابطة محترفي التنس (الإنجليزية)
- باري ماكاي على موقع الاتحاد الدولي لكرة المضرب (الإنجليزية)
- باري ماكاي على موقع كأس ديفيز (الإنجليزية)
- باري ماكاي على موقع بطولة ويمبلدون (الإنجليزية)
- باري ماكاي على موقع خلاصة التنس.كوم (الإنجليزية)